# Antiémétique
Un antiémétique est un médicament qui agit contre les vomissements et les nausées. Les antiémétiques sont typiquement utilisés pour traiter les effets secondaires de certains opiacés analgésiques et de la chimiothérapie anti-cancéreuse ainsi que la cinétose (mal du voyage).

## Étymologie
Le mot « émétique » provient du grec ancien εμετος / émétos, « vomissement ».

## Indications
Les antiémétiques sont utilisés pour traiter les symptômes de nausées et de vomissements. Ils sont donc utilisés dans les pathologies suivantes :
- La cinétose, communément appelé le mal des transports .
- Les nausées et vomissements induits par les cancers, la grossesse, les pathologies gastro-entériques.
- Traitement des nausées post-opératoire.
- Pour contrer les effets secondaires de certains médicaments, comme ceux induits par les chimiothérapies utilisés dans le traitement des cancers ou encore induits par certains opiacés[1].

## Contre-indications, précautions d'emploi et effets indésirables
En France, la haute autorité de santé préconise que la prescription d'antiémétiques antagoniste de la dopamine que sont le dompéridone, le métoclopramide ou la métopimazine devrait être envisagé uniquement lorsque ces affections sans caractère de gravité peuvent entraîner des vomissements ayant à court terme des complications graves ou très gênantes, notamment en cas de déshydratation du patient. Cela est dû aux risque d’effets indésirables tels que des arythmies ventriculaires voir des morts subites cardiaques, ainsi que des troubles neurologiques qu'ils peuvent engendrer.
Leurs utilisations chez les patients âgés est également à éviter compte tenu de ces effets secondaires ainsi que de comorbidité fréquentes. 
L’efficacité du dompéridone et de la métopimazine n’est pas établie chez les enfants et leur prescription est également à éviter pour cette population,,.

## Principaux antiémétiques
- Antagonistes de la dopamine :
  - dompéridone
  - halopéridol, chlorpromazine
  - métoclopramide
  - olanzapine
  - prochlorpérazine
- Antihistaminiques H1 :
  - cyclizine
  - diphenhydramine
  - diménhydrinate
- Glucocorticoïdes de synthèse :
  - prednisone
  - prednisolone
  - méthylprednisolone
  - dexaméthasone
  - bétaméthasone
- Antagonistes 5HT3 ou sétrons :
  - dolasétron
  - granisétron
  - ondansétron
  - tropisétron
  - palonosétron
- Antagoniste des récepteurs de la NK1 (récepteurs des tachykinines) :
  - aprépitant et sa prodrogue, le fosaprépitant
  - netupitant
  - rolapitant
- Cannabinoïdes :
  - cannabis
  - marinol
  - dronabinol
  - nabilone

## Statistiques
Aux États-Unis, les antiémétiques les plus prescrits en 2013 sont le métoclopramide, la prochlorpérazine, la prométhazine, le dropéridol et l'ondansétron.